# Éric Piolle
Éric Piolle , né le 6 janvier 1973 à Pau (Pyrénées-Atlantiques), est un homme politique français.
Après avoir passé son enfance et son adolescence à Pau, Éric Piolle se rend à Grenoble pour faire ses études. Puis il devient cadre dirigeant de Hewlett-Packard. Engagé à partir de 1997 au sein du mouvement Semaine de quatre jours, puis de Nouvelle Donne, Éric Piolle intègre par la suite Europe Écologie Les Verts et obtient alors ses premiers succès électoraux avec un mandat de conseiller régional de Rhône-Alpes en 2010, puis le mandat de maire de Grenoble en 2014 avec une réélection en 2020.
Second maire EÉLV d'une ville de plus de 100 000 habitants après Dominique Voynet à Montreuil, il se porte candidat à la primaire écologiste en vue de l'élection présidentielle de 2022 : il arrive quatrième au premier tour de la primaire, avec 22,3 % des voix. Un an plus tard, son ascension est à nouveau freinée par une condamnation pour favoritisme.

## Études et carrière professionnelle

### Études
Né le 6 janvier 1973, d'une mère sociologue au CNRS et d'un père directeur de recherche au CNRS, spécialiste de géographie urbaine, installés à Pau (Pyrénées-Atlantiques), où Éric Piolle suit toutes ses études secondaires, notamment au lycée Louis-Barthou, le même établissement que fréquenta Hubert Dubedout, maire de Grenoble de 1965 à 1983, ce qui entraînera ultérieurement certaines comparaisons.
Éric Piolle quitte ensuite Pau et poursuit des études supérieures à Grenoble INP - Génie industriel. Marié à une ingénieure également vice-présidente d'une aumônerie catholique, père de famille, il se dit issu d'un milieu « catho-humaniste ». Il milite au sein d'associations de soutien scolaire et de défense des enfants de familles sans papiers, ainsi qu'auprès de son cousin Pierre Larrouturou,, cofondateur du collectif Roosevelt.

### Débuts professionnels
Il rejoint le groupe informatique Hewlett-Packard en 2001, et devient un cadre dirigeant sur le site de Grenoble (directeur des services logistiques de la chaîne d’approvisionnement pour la zone Europe, Afrique et Moyen-Orient). En février 2011, il est licencié pour avoir refusé de mettre en place un plan de délocalisation.

### Chef d'entreprise
En 2001, il cofonde l'entreprise Raise Partner avec François Oustry,, une société spécialisée en gestion de risques financiers,.
Le site de Millenium Global, société d'investissement, précise que Raise Partner est une société de technologie financière qui propose des solutions d'analyse de risque et d'optimisation de portefeuille, type gestion alternative, pour des investisseurs et des banques privées dans le monde entier.
La société Raise Partner, basée à Grenoble, dispose de filiales situées à Londres et à Singapour. Les opposants à Éric Piolle lui reprochent d’avoir  accepté des clients recourant aux paradis fiscaux. À l'occasion d'une interview, celui-ci indique avoir conservé uniquement 0,5 % du capital. Selon l'information publiée par le site eFinancialCareers publiée en janvier 2016, la société Raise Partner, dirigée désormais par Sophie Echenim, compte toujours comme directrice de la recherche et du conseil Mme Piolle.

### Vie personnelle
Éric Piolle est marié et père de quatre enfants. Il a encore des attaches familiales dans le Béarn, sa région d'origine.

## Parcours politique

### Débuts
Militant depuis 1993 pour la réduction du temps de travail, il porte sa première candidature en 1997 à 24 ans, avec pour suppléante Nadine Hominal, sur la élections législatives de la 8e circonscription de l'Isère sous l'étiquette divers gauche de la « Semaine de quatre jours », et obtient 1,3 % des suffrages exprimés. Il ne donne aucune consigne de vote au second tour considérant que « ses militants sont autant de droite que de gauche [et] choisiront donc eux-mêmes leur député ». Il se présente ensuite comme suppléant de Sabrina Victor au sein du parti Nouvelle Donne aux élections législatives de 2002 dans la 9e circonscription de l'Isère et obtient 0,44%, tandis que sa conjointe Véronique est candidate de ce même parti dans la 1re circonscription de l'Isère sans beaucoup plus de succès avec 0,7%.

### Conseiller régional
En mars 2010, il est élu conseiller régional Europe Écologie en 9e position sur la liste d'Union de la gauche en Isère lors des élections régionales.

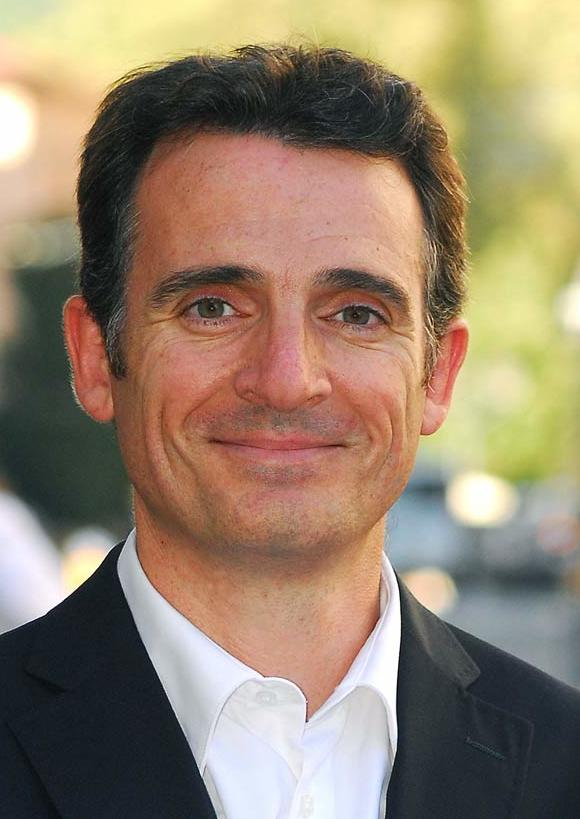
Éric Piolle en 2013.

En juin 2012, il est candidat aux élections législatives dans la 1re circonscription de l'Isère sous la bannière EELV. Il obtient 7,7 % des suffrages exprimés, avec 9,5 % sur la partie grenobloise de la circonscription.

### Maire de Grenoble

#### Élection de 2014
En 2010, Maryvonne Boileau, nouvelle élue du Groupe Europe Écologie Les Verts au Conseil régional de Rhône-Alpes et conseillère municipale, opposante à la liste PS-MoDem du maire sortant Michel Destot, et dont la liste s'était maintenue au second tour de l'élection municipale grenobloise de 2008 pour battre sans succès le maire sortant, pense qu'une liste écologique peut avoir sa chance à la prochaine élection municipale de 2014 et pense qu'Éric Piolle est le mieux placé pour mener cette liste. C'est donc avec le soutien des Verts qu'Éric Piolle se porte candidat à la mairie de Grenoble en vue des élections municipales en devenant la tête de liste  de la liste « Grenoble, Une ville pour tous », soutenue par le Rassemblement citoyen de la gauche et des écologistes, alliance regroupant EELV, le Parti de gauche, Les Alternatifs, la Gauche anticapitaliste et deux associations locales, l'ADES et le Réseau citoyen. On peut découvrir parmi ses colistiers, Élisa Martin, conseillère régionale Front de Gauche, Olivier Bertrand, conseiller général EELV et Maryvonne Boileau, ancienne tête de liste durant l'élection municipale précédente.

Hôtel de ville de Grenoble.

Cette liste arrive en tête au premier tour avec plus de 29 % des suffrages exprimés,, contredisant les sondages des 6 et 18 mars le plaçant en seconde position. Après quelques discussions, le candidat du Parti socialiste, Jérôme Safar, refuse de fusionner sa liste avec la sienne et se maintient au second tour, au terme duquel la liste d'Éric Piolle arrive à nouveau en tête avec 40 % des suffrages exprimés et 42 élus sur 59, devant les listes conduites par Jérôme Safar (27,4 %), Mathieu Chamussy (UMP-UDI, 24,0 %) et Mireille d'Ornano (FN, 8,5 %). Il s'agit du seul candidat écologiste à remporter une élection dans une ville française de plus de 100 000 habitants — et le second dans l'histoire après Dominique Voynet à Montreuil en 2008. Il a été élu maire dans la séance du 4 avril 2014 par 50 voix sur les 59 conseillers municipaux, les huit élus issus de la liste conduite par Jérôme Safar préférant se rallier à son nom.
Ne souhaitant pas cumuler plusieurs mandats, il renonce à briguer la présidence de Grenoble-Alpes Métropole, devenue métropole au 1er janvier 2015, et démissionne de son mandat de conseiller régional.

#### Réélection de 2020
En septembre 2019, il se représente aux élections municipales de 2020 à Grenoble. Dans cette perspective, il publie en octobre 2019 un ouvrage-manifeste autobiographique sur les « villes de demain ».
Il conduit la liste « Grenoble en Commun » qui reçoit le soutien des partis politiques Europe Écologie Les Verts, La France insoumise, Parti de gauche, Parti communiste français, Génération.s, Génération écologie, Nouvelle Donne, Place publique, Alliance écologiste indépendante, Ensemble ! et Parti animaliste, des associations locales ADES et Réseau citoyen ainsi que de dissidents du PS. Il fait face notamment à l'ancien maire Alain Carignon, soutenu par Les Républicains, à la députée LREM Émilie Chalas et à Olivier Noblecourt, ancien délégué interministériel à la lutte contre la pauvreté, soutenu par le PS.
Au premier tour, le 15 mars 2020, la liste « Grenoble en Commun » conduite par Éric Piolle obtient 46,7 % des suffrages exprimés, contre 19,8 % pour Alain Carignon, 13,8 % pour Chalas et 13,3 % pour Noblecourt, aucune autre liste n'étant en mesure de se maintenir au second tour, avec une participation de 42,5 %. Les mesures de confinement prises par le gouvernement pour lutter contre la pandémie de Covid-19 ont entraîné le report du second tour. D'ici là, Éric Piolle continue à exercer son mandat de maire avec l'équipe élue en 2014. Durant cette période, il obtient du préfet une dérogation pour maintenir ouverts les marchés alimentaires de Grenoble moyennant le respect de conditions de sécurité strictes.
Il l'emporte largement au second tour des élections municipales.

### Primaire présidentielle de l’écologie de 2021
Après sa réélection à la mairie de Grenoble en 2020, Éric Piolle laisse pressentir ses ambitions nationales pour l'élection présidentielle de 2022. Début 2021, il lance sa plateforme « Une certaine idée de demain », qu'il présente comme ayant vocation à « imaginer, organiser et préparer l’alternance écologique en France en 2022 ». Durant la campagne des élections régionales de 2021, il se déplace auprès des différents candidats d'Europe Écologie Les Verts. Il est candidat en dernière position sur la liste écologiste pour les élections régionales de 2021 en Auvergne-Rhône-Alpes, menée par Fabienne Grébert. À l'issue du second tour, il annonce sa candidature à la primaire écologiste de septembre 2021 et sort un essai intitulé De l'espoir ! Pour une République écologique,. Ses concurrents dans la primaire sont Delphine Batho (Génération écologie), Jean-Marc Governatori (Cap écologie), Yannick Jadot et Sandrine Rousseau (EÉLV). Dans le cadre de cette campagne pour la primaire écologiste, Éric Piolle s'offre les services de Arun Chaudhary, un ancien conseiller de Bernie Sanders ou encore de Barack Obama.

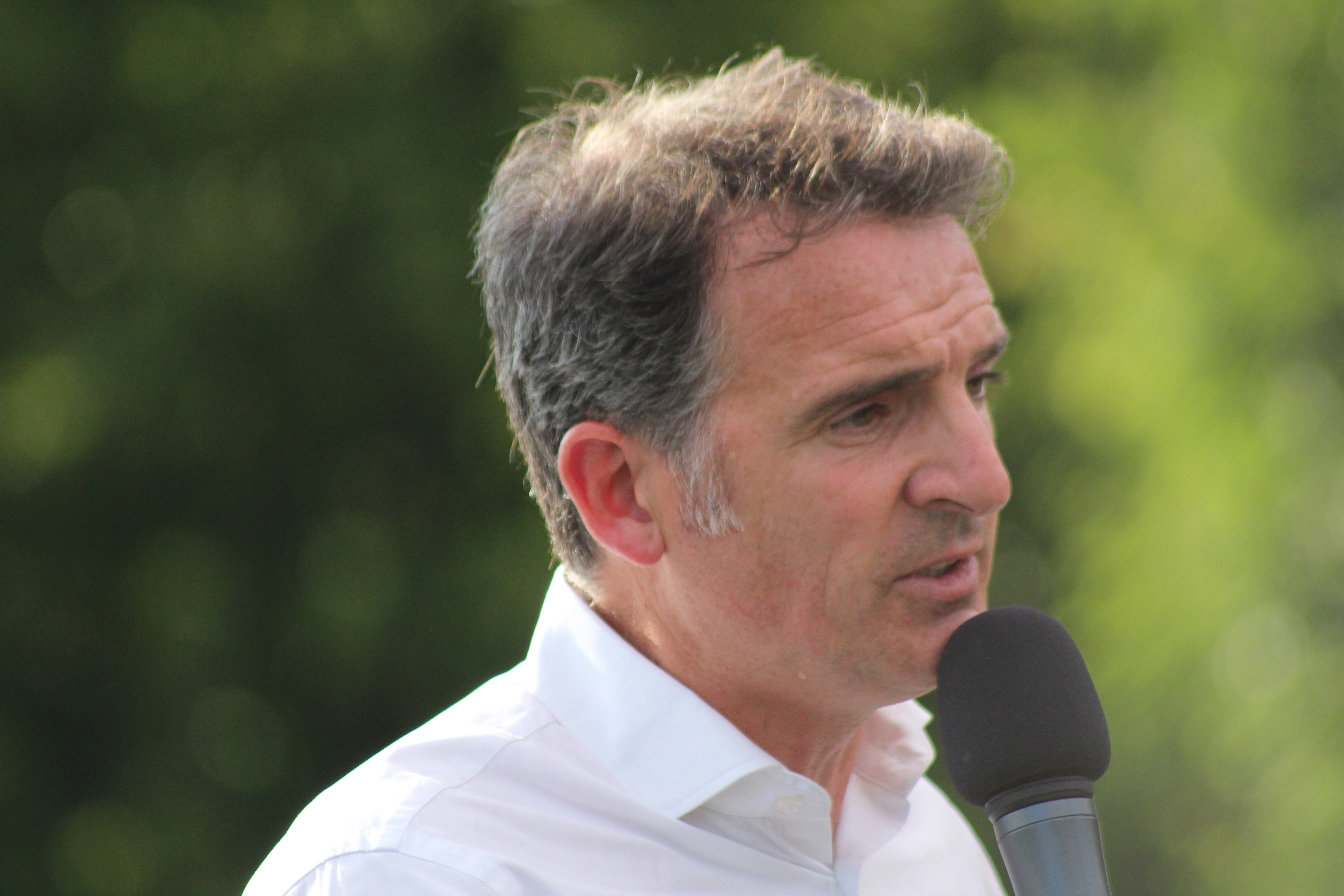
Éric Piolle en campagne pour la primaire présidentielle de l'écologie (août 2021).

Il souhaite fédérer un « arc humaniste » de gauche élargie, allant des macronistes déçus tels que Matthieu Orphelin à La France insoumise,. Il défend l'organisation d'un référendum constitutionnel en début de mandat, visant à mettre en place pour les élections législatives la proportionnelle à deux tours avec une prime majoritaire, à limiter les pouvoirs du président de la République en matière de nominations, et à introduire la protection de l’environnement et la lutte contre le dérèglement climatique dans l’article premier de la Constitution. Il souhaite instaurer un référendum d'initiative citoyenne délibératif,,. Il prône également la taxation des produits industriels, un impôt sur la fortune climatique, un taux d'imposition marginal pour les grands revenus, et l'interdiction des vols aériens intérieurs réalisables en moins de 4 h 30 en train, alors que la loi Climat-Résilience adoptée en juillet 2021 a fixé le curseur à 2h30,.
Très peu connu du grand public, mais très populaire auprès des militants EÉLV, il est notamment soutenu par Eva Joly, David Cormand, Esther Benbassa, ainsi que par de nombreux membres du bureau exécutif du parti comme Marine Tondelier (sa codirectrice de campagne) et Charlotte Soulary,,,. Selon les informations du Monde, il est le candidat qui recueille le plus de parrainages au sein des différents partis écologistes (plus de 50 au sein du vivier de plus de 200 parrains et marraines possibles, contre une trentaine à Delphine Batho et Sandrine Rousseau, et une quarantaine à Yannick Jadot).
Il finit quatrième du premier tour de la primaire avec 22,29 % des voix.

### Élection comme porte-parole des Écologistes
En avril 2025, Éric Piolle, maire de Grenoble, est élu porte-parole du parti lors d'un vote interne, face au candidat soutenu par Marine Tondelier,.

## Prises de position

### Transports
En décembre 2015, Éric Piolle dénonce les incohérences du gouvernement à l'heure de la COP 21 en qualifiant le projet d'élargissement de l'A480 de « mégalo et anachronique »,. Il dépose un recours gracieux auprès du Premier ministre afin de demander l'annulation de ce projet annoncé par décret le 21 août, provoquant une vive réaction de certains chefs d'entreprise de l'agglomération, et d'opposants politiques. En décembre 2015, la question est posée auprès d'automobilistes par l'association 40 millions d'automobilistes, partisan du projet d'élargissement.
Le 18 avril 2016, Éric Piolle fait voter le désengagement financier de Grenoble dans le projet de la liaison ferroviaire transalpine Lyon - Turin. De son côté, l'Association pour le développement des transports en commun estime qu'en se retirant, « la ville de Grenoble va à l'encontre des besoins des usagers » dans un projet qui permettrait selon elle de dé-saturer les lignes ferroviaires existantes. Christophe Ferrari (PS), président de la métropole de Grenoble, annonce ne pas être favorable à une prise de décision identique.

### Économie
À l’occasion de la 15e conférence des villes en septembre 2015 à Paris, Éric Piolle plaide pour un « Green New Deal », qui inciterait les communes à réaliser des investissements écologiques. Il propose de ne plus les comptabiliser dans la dette publique, puisqu'ils seront remboursés par les économies réalisées et l'énergie produite, ce qui favoriserait ainsi les emprunts consacrés à la transition énergétique.

### Mouvements sociaux
En avril 2016, Éric Piolle et sa première adjointe apportent leur soutien au rassemblement Nuit debout installé devant la MC2, et rendent visite aux occupants dès le lendemain de leur installation,.

### 5G
Éric Piolle demande un « moratoire » sur la 5G, tout comme la Convention citoyenne pour le climat le suggère, argumentant sur le fait que l'État devrait en premier lieu donner la priorité à la couverture des zones blanches. Il déclare, entre humour et provocation, que la 5G servirait à « regarder du porno sur votre téléphone, même si vous êtes dans l'ascenseur ».

## Réalisations politiques

### Accueil de réfugiés
Éric Piolle participe à partir de septembre 2015 au mouvement d’accueil des réfugiés en ouvrant une plateforme de coordination pour recueillir les propositions d’accueil et d'aide des habitants, des associations et des œuvres de charité. En mai 2018, il remet à Cédric Herrou la médaille de la ville de Grenoble, se présentant lui-même comme « délinquant solidaire ». Le préfet de l'Isère déplore alors « des propos qui appellent à commettre des infractions ou des actes illégaux ».

### Développement du transport à vélo
La ville de Grenoble ne possède pas de compétence en matière de politique cyclable, laquelle est du ressort exclusif de la Métropole de Grenoble. Toutefois, la municipalité soutient fortement le développement des pistes cyclables au sein de la ville de Grenoble.
Avec 15,2 % de ses habitants rejoignant au quotidien leur travail à bicyclette, « Grenoble se positionne dans le tiercé de tête des grandes villes françaises où le vélo est le plus utilisé », relève l’Insee en 2017. Depuis, le réseau express vélo « Chronovélo », soit des itinéraires directs réservés aux cyclistes, a été mis sur pied afin de relier onze communes de la métropole. La ville a été récompensée en 2019 par la Fédération française des usagers de la bicyclette, qui la place en première position du baromètre des villes cyclables sur les métropoles de 100 000 à 200 000 habitants.

### Mesures écologistes
La politique « verte » d'Éric Piolle se traduit par une série de mesures telles que le passage de 60 % des cantines à l’alimentation bio, la mise en place de menus végétariens de substitution dans toutes les cantines, la tarification sociale de l’eau, la prime air-bois et la fourniture en énergie verte qui devrait couvrir 100 % les ménages en 2022.
En septembre 2022, il choisit de mettre par défaut des menus végétariens à la cantine des écoles afin de « sensibiliser sur l'impact environnemental de l'élevage intensif ». Les parents d'élèves de Grenoble refusent à une écrasante majorité: 94 % d'entre eux préfèrent choisir à la rentrée un autre menu que celui végétarien, proposé par défaut par la mairie.
En juillet 2023, il annonce que la Mairie de Grenoble a décidé de repeindre en blanc le toit du bâtiment de la Bifurk afin de « faire baisser la température de 30 degrés ». Une décision qui suscite quelques réserves de la part d'experts.

### Politique de sécurité publique
Après chaque vague de violences dans la ville, Éric Piolle (EELV) est régulièrement sous le feu des critiques réunissant critiques d’habitants et d’opposants. Le maire de Grenoble se présente comme un opposant de la « stratégie du tout répressif ».
Il affirme, avant d'être élu le 4 avril 2014, n'être pas favorable au maintien des caméras de surveillance de la ville préférant favoriser la présence humaine plutôt que la multiplication des caméras. Cette volonté soulève cependant le mécontentement d'une partie des policiers municipaux en décembre 2014 ; un représentant syndical dénonce : « Nous sommes aujourd’hui 97 agents pour plus de 157 000 habitants. On est loin du compte ». En avril 2015, à la suite de l'incendie du théâtre Prémol, la président de l'union de quartier Village Olympique, proche des élus d'opposition du Parti socialiste, regrette également ce retrait de la vidéo surveillance.
Le 26 avril 2016, au lendemain d'une fusillade qui fait deux morts et un blessé grave devant une école du quartier Teisseire, il dénonce l'échec en matière de santé publique et de sécurité des politiques de prévention et de répression des consommateurs de cannabis. Il souhaite mettre en débat public la légalisation du cannabis.
Le 29 juillet 2017, après un article publié dans Le Dauphiné libéré relatant une nouvelle fusillade survenue quelques jours auparavant, le député grenoblois LREM, Olivier Véran, s'adresse au maire Éric Piolle en s'engageant à interpeller les ministres de l'Intérieur et de la Justice sur ce sujet.
En 2018, alors que Grenoble enregistre une « envolée de la délinquance », Éric Piolle demande en septembre 2017 à Gérard Collomb, ministre de l'Intérieur, d’expérimenter dans les meilleurs délais la « police de sécurité du quotidien » à Grenoble. Cette demande est portée conjointement avec les communes voisines, Saint-Martin-d'Hères et Échirolles.
En septembre 2024, après le meurtre d’un agent municipal et un été au cours duquel sept fusillades ont eu lieu, le bilan d'Éric Piolle est pointé du doigt par des opposants politique. Le Figaro considère que ces « drames à répétition » « fragilisent sérieusement le bilan sécuritaire » du maire de Grenoble.

### Politique sportive

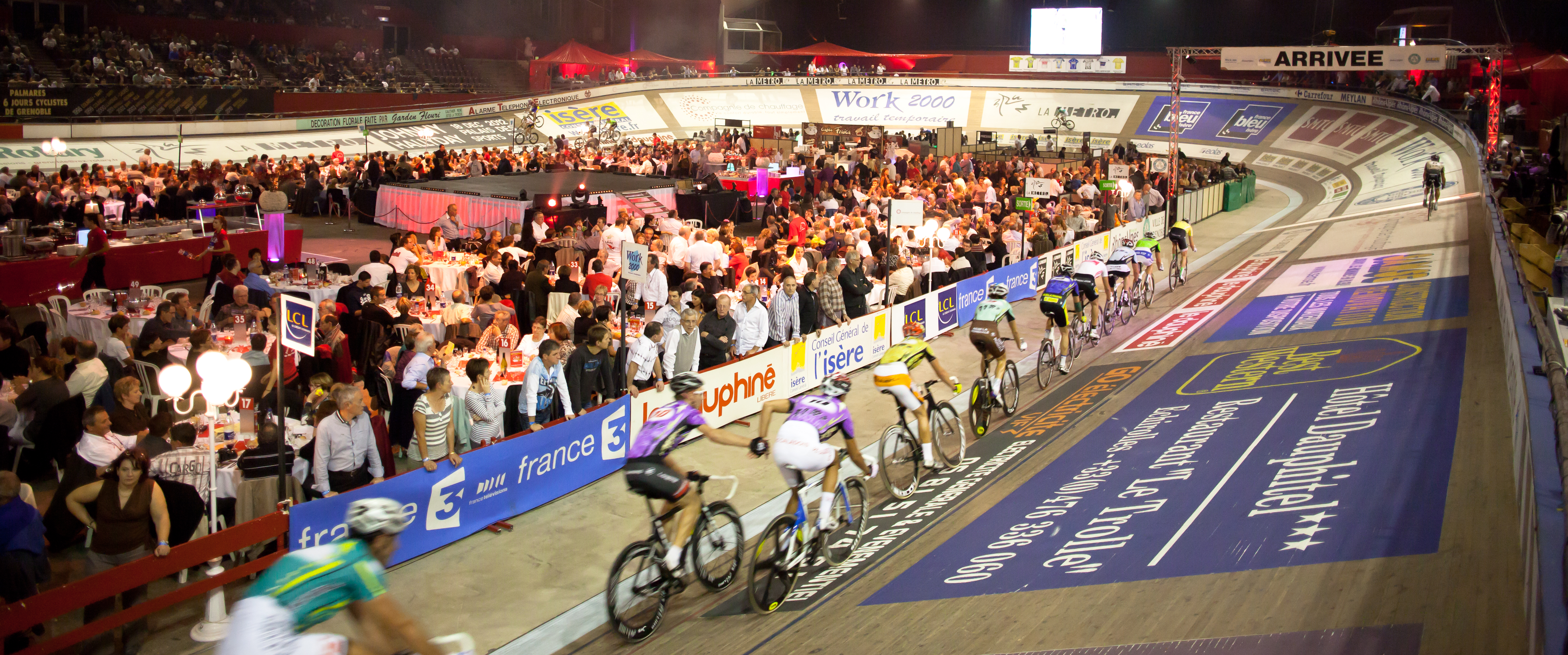
Éric Piolle met fin à la compétition des Six Jours de Grenoble pour des raisons économiques.

Le 16 juin 2014, Éric Piolle annonce que le palais des Sports Pierre Mendès France doit retrouver des activités purement sportives et qu'il ne renouvellera pas la convention entre l'association fortement déficitaire qui le gère et la ville. Des manifestations comme le Festival international du cirque de Grenoble, les Six Jours de Grenoble ou le Supercross disparaîtront en 2015, tandis que d'autres sont encouragées, comme le festival Cabaret frappé et L'été Oh! parc, ou seront créées, comme la commémoration annuelle de la Journée des Tuiles. Guy Chanal, organisateur du Festival international du cirque annonce le 21 novembre 2014 que ce festival se déroulerait dorénavant à Voiron au domaine de la Brunerie, sous un chapiteau de 4 000 m2,.
En juillet 2014, Éric Piolle et le président de la communauté d'agglomération, Christophe Ferrari, annoncent que le stade des Alpes, construit pour le Grenoble foot 38 à l'époque où il évoluait en Ligue 2 et fortement décrié pour son coût excessif pour la collectivité, accueillera dorénavant le FC Grenoble rugby (Pro D2) comme club résidant et le Grenoble foot 38 (Ligue 2) comme club invité. Cet accord permet d'éviter la rénovation du stade Lesdiguières,, qui aurait été à la charge du FCG au travers d'un bail emphytéotique.

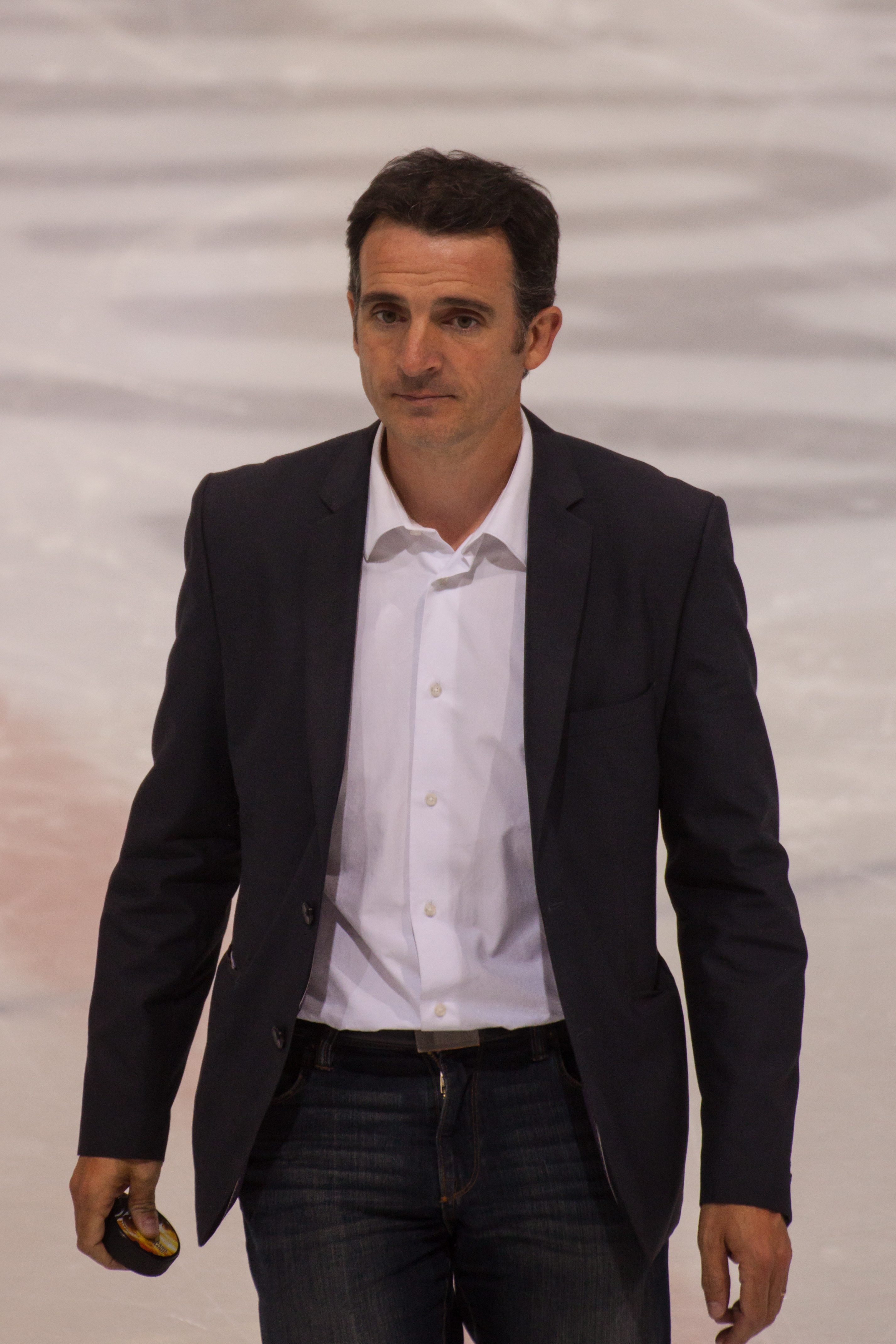
Éric Piolle en septembre 2014 lors du premier match de la saison des Brûleurs de Loups à la patinoire Polesud.

En 2014, à la suite du passage des coureurs dans la ville, Éric Piolle s'était opposé à un nouvel accueil de l'épreuve cycliste du Tour de France en tant que ville-étape, en raison du montant demandé par la société organisatrice, Amaury Sport Organisation, jugé trop important (72 000 €). La ville accepte cependant le passage des coureurs du Critérium du Dauphiné en 2018, cette épreuve coûtant moins cher à la collectivité.
En 2020, Le Tour de France revint à Grenoble, et Éric Piolle déclarera à propos de celui-ci sur France Tv Sport : « Ce n’est pas parce qu’on critique certains aspects et qu’on veut le faire évoluer qu’on n’y est pas attaché. Je suis un fan de vélo donc c’est différent, mais il y a beaucoup de gens qui ne s’intéressent pas au sport et qui sont attachés au Tour de France. »

### Politique énergétique
Par une procédure d'appel d'offres démarrée en 2012 par l'ancienne municipalité, la gestion de l'éclairage public de la ville de Grenoble aurait dû être transférée au plus tard le 1er janvier 2015 au groupement Vinci-Bouygues, qui a remporté cet appel d'offres. L'éclairage public était jusqu'alors géré par Gaz électricité de Grenoble (GEG), une société d'économie mixte dont la ville détient la moitié des actions (l'essentiel du reste du capital est détenu par GDF Suez). Face à des mouvements sociaux des salariés de GEG, Éric Piolle a réaffirmé son souhait de faire rentrer de nouveau GEG dans un giron 100 % public,. Il obtient par la suite un délai de 9 mois auprès du préfet de l'Isère pour étudier la possibilité de mettre en place une régie publique pour la gestion de l'éclairage public, afin de permettre aux salariés de GEG jusqu'ici affectés à cette tâche de rester en poste,.
En avril 2015 la municipalité prend la décision de confier cette gestion au groupe privé ayant remporté l'appel d'offres, du fait du refus des salariés de GEG jusqu'ici affectés à l'éclairage public d'être transférés à une régie municipale, et afin de respecter la procédure du marché public. Elle décide néanmoins, dans le même temps, de créer une régie municipale chargé de veiller à ce que le contrat passé soit bien respecté. La ville s'est par ailleurs engagée à préserver les 21 emplois du service de l'éclairage public.

### Politique budgétaire
La ville de Grenoble voit sa dotation globale de fonctionnement (DGF), l’enveloppe annuelle allouée par l’État aux collectivités locales, baisser d'environ 30 % de 2013 à 2017, passant de 44 à 28 millions d'euros. Cette baisse représentant environ de 6 % des recettes de fonctionnement du budget principal la ville. Dans ce contexte, La Tribune relaye le message d'Éric Piolle affirmant : « Si nous n'agissons pas, Grenoble sera la première grande ville de France à passer sous tutelle ». Trois jours plus tard, le maire lance un message de détresse sur les ondes de RTL affirmant que Grenoble « va vers la faillite dans moins d'un an » si rien n'est fait.
Dans les premières mesures de son mandat figurent la baisse de 25 % des indemnités des élus, et de 78 % pour les frais de bouche.
Le maire annonce pour le 25 novembre 2015, une « journée de promotion des services publics » qui seront fermés ce jour-là,.
Le 11 juillet 2016, une manifestation composée de militants syndicaux, d'employés municipaux et de militants politiques envahit le conseil municipal pour contester la mise en œuvre du plan de sauvegarde de la mairie, qui, afin de répondre à l'obligation de présenter un budget en équilibre tout en honorant l'engagement de ne pas augmenter les impôts locaux, prévoit notamment la fermeture de trois bibliothèques, la baisse des moyens alloués au financement de postes d'assistantes sociales et le non-remplacement d'une centaine de départs à la retraite d'agents de la mairie (sur 4 000),. La municipalité se justifie en mettant en avant la baisse des dotations de l’État, de l'ordre de 17 millions d'euros entre 2013 et 2017, et renvoie la responsabilité à son prédécesseur socialiste qu'il accuse d'avoir laissé augmenter massivement la masse salariale à la fin de son dernier mandat, alors que la ville avait déjà des impôts et une dette parmi les plus élevés de France.

### Politique culturelle
La politique culturelle de la ville de Grenoble depuis 2014 se présente comme ambigüe. Elle a considérablement bouleversé le paysage institutionnel dans ce qui s'est apparenté à un rapport de force entre la mairie et les acteurs culturels en place. Guidée par une volonté d'en finir avec l'ère Malraux-Lang, de lutter contre un certain élitisme et en même temps de municipaliser des structures gérées jusqu'alors par des associations, la mairie se voit reprocher tout à la fois des choix idéologiques, des coupes budgétaires et des « erreurs de casting ». Elle met aussi en place de nouveaux projets comme la Fête des Tuiles, en référence à la journée des Tuiles (une insurrection survenue à Grenoble le 7 juin 1788), conçue comme une grande fête populaire mais également controversée pour son coût. Cette dernière lui vaut un procès au tribunal Correctionnel prévu à l'automne 2022.

## Controverses

### Société Raise Partner
En 2014 est révélé qu'Eric Piolle détient une participation dans une société qu'il a co-fondée, Raise Partner, qui édite un logiciel de calcul et d'analyse de risque financier à destination de clients dont certains sont localisés dans des paradis fiscaux. Eric Piolle avait dit lors de sa campagne que « la ville exclura les établissements bancaires concernés par des activités directes ou indirectes dans les paradis fiscaux de ses contrats de prêts. Comme l’ont fait de nombreuses régions françaises, la ville demandera un rapport annuel sur leurs activités aux établissements bancaires avec qui elle contracte des prêts. » L'UMP 38 dénonce l'hypocrisie de la posture ,.

### Fresque «L'État matraquant la Liberté»
En 2016, dans le cadre d'un festival de street art Street Art Fest subventionné par la mairie de Grenoble, une fresque intitulée L'État matraquant la Liberté est exécutée sur un bâtiment voué à la démolition. Elle représente deux CRS en train de frapper une Marianne à terre. Cette fresque suscite l'indignation de l'opposition, du ministre de l'Intérieur et des syndicats de policiers. Eric Piolle invoque la liberté de création et l'artiste Gouin justifie son œuvre par l'actualité ,,. En 2020, toujours dans le cadre d'un festival de street art, à l'occasion du regain du mouvement Black Lives Matter, une fresque en hommage à George Floyd est inaugurée.

### Politique budgétaire
En 2021, le livre Le vide à moitié vert. La Gauche Rouge-Verte au pouvoir. Le cas de Grenoble dresse un bilan critique des six premières années de mandat municipal d'Éric Piolle à Grenoble, pointant notamment ses orientations en matière de politique budgétaire et la polémique entourant sa participation au capital de l'entreprise Raise Partner. L'auteur est le rédacteur en chef du journal satirique grenoblois Le Postillon, très critique des différents pouvoirs,,.
En novembre 2021, le financement à hauteur de 11 000 euros d'un abri pour des Gilets jaunes de la ville suscite l'indignation de l'opposition. D'après Éric Piolle, ces derniers sont des citoyens comme les autres qui ont demandé une subvention et il n'y a pas de dimension politique dans cette prise de décision,,,.

### 2023: polémique autour de la hausse de 25% de la taxe foncière à Grenoble
Le 13 mars 2023, il propose et adopte une hausse de taxe foncière de 25 %, faisant de la ville de Grenoble la ville de plus de 100 000 habitants aux taux de taxe foncière les plus élevés sur le plan national,. Éric Piolle argumente en faveur de cette hausse pour financer ce qu'il nomme un « « bouclier de justice sociale et climatique » ». Sept des élus, dont trois adjoints, de la majorité votent pour cette hausse mais font part de réserves et de désaccords, mettant en avant que cette hausse n'a jamais été inscrite dans leurs engagements. Le maire décide alors de retirer les délégations de ces sept élus amenant leurs exclusions de son groupe, ces derniers intègrent alors l'opposition du maire en créant le groupe « Grenoble Démocratie Écologie Solidarité » (GDES) et dénoncent le « décalage qu'il y a entre les discours d'Éric Piolle au national et ce qu'il fait au local ... A Grenoble, personne ne doit le contredire ».

### Port du burkini dans les piscines municipales de Grenoble
En mai 2022, Eric Piolle fait voter, par le conseil municipal, un nouveau règlement intérieur pour les piscines municipales. Ce dernier autorise le port du burkini et la baignade seins nus, dans les piscines de la ville. L'accès aux piscines municipales grenobloises pourra donc se faire avec toute tenue de bain fabriquée dans un tissu adapté à la baignade et sans limite de longueur, sur les bras ou les jambes. La baignade seins nus sera également autorisée, le short de bain restant prohibé pour des raisons d'hygiène. Pour Eric Piolle, « il s'agit d'un combat pour qu'on arrête de poser des interdits sur le corps des femmes, mais [d'un combat] qui porte aussi sur la santé, permettant à chacun de se protéger du soleil, et sur la laïcité, rien n'interdisant dans la loi le port de vêtements religieux dans l'espace public ». L'annonce de ce vote provoque une vive polémique, de nombreux responsables politiques locaux et nationaux (Laurent Wauquiez, Eric Ciotti, Christophe Ferrari, Jean-Pierre Barbier, Alain Carignon) prenant position. Par ailleurs, la perspective de la métropolisation des équipements nautiques de la métropole de Grenoble pousse 40 maires de celle-ci à demander le retrait de cette délibération.
Lors du vote, la majorité d'Éric Piolle se fragmente avec treize membres de son groupe, dont sa première adjointe, qui votent contre le port du burkini. Dans la foulée du vote, Laurent Wauquiez supprime toutes les subventions régionales à la ville de Grenoble. De son côté, Laurence Rossignol, vice-présidente du Sénat, parle d'Éric Piolle comme d'un « crétin qui pollue les élections législatives ». Le 15 mai, Laurent Prévost, préfet de l'Isère, annonce sa volonté de saisir le tribunal administratif de Grenoble, pour « obtenir la suspension » de la délibération, « conformément aux instructions qu'il a reçues du ministre de l'Intérieur Gérald Darmanin ». Dans le même temps, l'association Alliance citoyenne à l'origine de cette demande vestimentaire auprès du maire est ciblée par une enquête du procureur de la République car soupçonnée de détenir des fichiers contenant l'origine ethnique, les convictions politiques et religieuses d'une partie de la population,.
Le 25 mai, le tribunal administratif de Grenoble suspend l'autorisation de porter un burkini dans les piscines et le 21 juin, le Conseil d'État confirme la suspension de cette autorisation. De son côté, Laurent Wauquiez décide de maintenir le gel des subventions régionales pour Grenoble tant que son maire n'aura pas signé une charte défendant les valeurs de la France. Certains commentateurs estiment que le remaniement municipal de juillet 2022, officiellement pour remplacer la première adjointe Élisa Martin élue député, serait la conséquence d'une fracture de la majorité sur la question. Fin juillet 2022, la mairie de Grenoble autorise un groupe de femmes en burkini intégral à se baigner dans la piscine en plein-air du centre ville, un mois après l’arrêt du Conseil d'État qui interdit un tel vêtement. Lors d'une interview le mois suivant sur une plainte déposée à son encontre dans cette affaire, Éric Piolle évoque un « non-sujet » porté par les climatosceptiques.

## Affaires judiciaires

### Condamnation pour favoritisme dans l'attribution des marchés publics
En 2018, la chambre régionale des comptes signale à la justice plusieurs « irrégularités importantes » dans la passation de marchés publics relatifs à la « fête des tuiles ». Le service des marchés publics de la ville, « a [...] refusé de donner son visa, la procédure ayant été menée par la direction de la communication, sans publicité ni mise en concurrence ». Une structure, proche de la majorité municipale, était chargée de l’organisation de cette fête.
À la suite de cette saisine, en juin 2021, Eric Piolle est placé brièvement en garde à vue dans le cadre d’une enquête préliminaire pour des soupçons de favoritisme, puis renvoyé devant la justice. Lors de sa comparution en septembre 2022, le procureur estime qu’il n’y a pas de certitude « qu’il a manœuvré » ou « dissimulé », et ne réclame pas de condamnation. Il est relaxé dans un premier temps.
Éric Piolle est finalement condamné en appel à une peine de 8 000 euros d’amende avec sursis pour favoritisme. Son ancien directeur général des services François Langlois, l’adjoint de ce dernier Paul Coste, et l’ancien directeur de la communication de la ville de Grenoble, Erwan Lecœur, sont également condamnés à la même peine.

### Enquête pour «concussion» et «recel de concussion»
(juin 2024).
Le texte peut changer fréquemment, n’est peut-être pas à jour et peut manquer de recul. 
Le titre et la description de l'acte concerné reposent sur la qualification juridique retenue lors de la rédaction de l'article et peuvent évoluer en même temps que celle-ci.
En juin 2024, après que Le Canard Enchaîné révèle qu'Eric Piolle aurait demandé à l'un de ses plus proches conseillers de rétrocéder une partie de son salaire à l'ancienne première adjointe Élisa Martin pour un total de 16 800 euros, le parquet de Grenoble ouvre une enquête pour « concussion » et « recel de concussion »,.

## Engagements locaux et nationaux
Interrogé en 2014 sur le projet de Center Parcs dans la forêt de Chambaran, à Roybon, à une soixantaine de kilomètres de Grenoble, Éric Piolle qualifie le projet de « préhistorique ». Répondant aux critiques concernant l'impact sur les emplois induits par le projet, il ajoute qu'il est « important de porter des projets bons pour de suite et pour l'avenir [...] Nous avons des enjeux extraordinaires en Isère et dans les Alpes pour accueillir un tourisme toute saison qui créera de l'emploi et de l'emploi pérenne. ». Le projet a été abandonné en juillet 2020.
En février 2016, Éric Piolle participe à une lecture à trois voix de l’encyclique sur l’écologie du pape François Laudato si'
avec le cardinal Philippe Barbarin et le député de l’Ain Xavier Breton.
Le 29 février 2016, Éric Piolle met en place un dispositif d'interpellation citoyenne prévoyant de soumettre des pétitions ayant recueilli au moins 2 000 signatures, au vote d'un conseil municipal ou à celui des grenoblois. Sur demande du Préfet de l'Isère, le tribunal administratif de Grenoble a, par jugement du 24 mai 2018, annulé ce dispositif d'interpellation et de votation citoyenne. Cette décision a été confirmée en appel.

### Soutiens politiques
Après avoir déclaré le 7 mars 2017 n'apporter aucun soutien aux candidats de l'élection présidentielle de 2017, Éric Piolle annonce le 14 avril 2017 qu'il votera pour Jean-Luc Mélenchon en dépit du ralliement d'EELV à la candidature de Benoît Hamon, « pour encourager le rassemblement de la gauche, des citoyens et des écologistes », affirmant que « Jean-Luc Mélenchon n’est plus le candidat d’un camp : il devient le candidat de cette majorité culturelle qui veut le changement ». Cependant, Jean-Luc Mélenchon, à l'instar des autres candidats de cette présidentielle, ne se déplace pas à Grenoble, relayant simplement l'un de ses meetings par son hologramme projeté à Alpexpo.
Lors des élections législatives de 2017, il soutient deux candidats qui se présentent sous l'étiquette « Ensemble pour gagner » avec le soutien d'EELV et de partisans de Benoît Hamon sur les première et troisième circonscription de l'Isère. Il fustige par la même occasion la « politique de terre brûlée » menée par Jean-Luc Mélenchon, comparant le fondateur de La France insoumise à un « caporal de forteresse » et qui est, selon Éric Piolle, une occasion manquée de pouvoir « amener des députés humanistes et citoyens de la gauche écologiste à l’Assemblée nationale ». Ses candidats seront finalement devancés par ceux de LREM et de LFI dans les deux circonscriptions.

## Synthèse des résultats électoraux

### Élections législatives
| Année | Parti | Parti | Circonscription | 1er tour | 1er tour | Issue   |
| Année | Parti | Parti | Circonscription | %        | Rang     | Issue   |
| ----- | ----- | ----- | --------------- | -------- | -------- | ------- |
| 1997  |       | DVG   | 8e de l'Isère   | 1,35     | 9e       | Éliminé |
| 2012  |       | EELV  | 1re de l'Isère  | 7,73     | 4e       | Éliminé |

### Élections municipales
Les résultats ci-dessous concernent uniquement les élections où il est tête de liste.
| Année | Liste | Liste | Commune  | 1er tour | 1er tour | 2d tour | 2d tour | Sièges obtenus | Sièges obtenus |
| Année | Liste | Liste | Commune  | %        | Rang     | %       | Rang    | CM             | GAM            |
| ----- | ----- | ----- | -------- | -------- | -------- | ------- | ------- | -------------- | -------------- |
| 2014  |       | EÉLV  | Grenoble | 29,41    | 1er      | 40,02   | 1er     | 42 / 59        | 22 / 31        |
| 2020  | 46,67 | EÉLV  | Grenoble | 53,13    | 1er      | 46 / 59 | 1er     | 28 / 36        |                |

## Publications
- Grandir ensemble : Les villes réveillent l'espoir, Paris, Les Liens qui libèrent, 2019, 251 p. (ISBN 979-10-209-0767-7)
- De l'espoir ! Pour une République écologique, Paris, Les Liens qui libèrent, 2021, 96 p. (ISBN 1-0209-1025-9)